# Chlamydogobius squamigenus
Chlamydogobius squamigenus é uma espécie de peixe da família Gobiidae.
É endémica da Austrália.